# El Tormillo
El Tormillo és una localitat espanyola aragonesa d'Osca pertanyent al municipi de Peralta de Alcofea a la comarca del Somontano de Barbastre. El 1980 tenia 161 habitants, el 1991 en tenia 111 i el 2009 en tenia 81.
La seva activitat econòmica està fonamentada en l'activitat agrària, amb agricultura de secà i ramaderia ovina i porcina. També hi ha molts habitants que formen part de les classes passives.

## Descripció
El Tormillo es troba a 312 msnm al centre d'una petita vall formada per petites muntanyes d'uns 100 metres d'altura anomenades popularment com sasos. Localitzat a uns 60km de la Sierra de Alcubierre, pertany a la província d'Osca i està situat al sud de la comarca del Somontano de Barbastro, a uns 40km d'Osca. Es troba a la ribera d'un petit riu anomenat Clamor que inicia el seu tram al riu Cinca.

## Història
L'ocupació romana - de la qual encara es conserven alguns importants vestigis a les proximitats - és un dels esdeveniments històrics que millor permet situar el naixement (com a nucli estructurat de població) d'aquest territori. Amb tot, les dades existents són encara insuficients, a l'espera que es realitzin estudis d'historiografia local amb un rigor científic que testifiquin el que fins ara constitueixen mers indicis o càbales d'aficionats. Sí que hi ha documents que subratllen que les tropes romanes van avançar al llarg de la vall del Cinca. I que, segles després, aquests mateixos territoris van estar dominats pels àrabs. A El Tormillo, de la dominació romana va quedar una construcció, ara en ruïnes, adossada a l'actual església, que data del segle xiii.
Compta amb una de les millors necròpolis altmedievals aragoneses, al poblat de la Torraza. Entre 1981 i 1985 es van dur a terme excavacions arqueològiques d'una necròpolis, un poblat i un recinte fortificat. El conjunt va ser datat entre els segles XII i XV. Alguns historiadors sostenen que en l'Edat Mitjana les tropes del Cid descansar a Peralta de Alcofea mentre batallaven per territori alt-aragonès, el que fa suposar que pogués existir una activitat fecunda en aquesta època també a El Tormillo.
Fins al 1956 va formar part del Bisbat de Lleida. El 1971 va cedir el seu ajuntament a Peralta de Alcofea.

## Cultura
El Tormillo disposa de moltes obres culturals, però les més destacades són sens dubte el poblat medieval de La Torraza, l'ermita de Sant Jordi i l'església de Nostra Senyora dels Àngels(ambdues d'estil romànic). La Torraza es tracta d'un assentament medieval dels segles xii i xiii, del qual han quedat en perfecte estat les tombes dels habitants que hi varen viure i altres infraestructures com una torre de vigilància i restes de cases que van ser habitades antigament. L'ermita de Sant Jordi, se situa a 1,5km del poble i ha hagut de ser modificada bastants vegades, fent que quedi molt poca cosa de la seva estructura primitiva. L'església de Nostra Senyora dels Àngels, situada a l'interior del poble, és l'església local i es troba en un perfecte estat de conservació. Es tracta d'una simple nau i un petit absis amb pintures al fresc que daten del segle xiv d'estil gòtic lineal. L'any 1893 el bisbe Josep Meseguer i Costa, va ordenar el restaurament de l'església de Sant Martí de Lleida i es van fer servir les pedres de la portalada de l'antiga parròquia de El Tormillo (actualment derruïda).